# Dobai Tibor György
Dobai Tibor György (Győr, 1938–) okleveles építészmérnök.

## Szakmai tevékenysége
1961-ben szerzett építészmérnöki oklevelet a budapesti Műszaki Egyetemen.
Építészmérnöki diplomájának megszerzése után első munkahelye a Somogy megyei ÁÉV, ahol építésvezetőként, majd 1963-tól a GYTP építész-tervezőjeként dolgozott. 1968-tól ugyanezt a posztot töltötte be a GYÁÉV-nél, majd 1972-től tervezési osztályvezető a SZÖVTERV-nél, majd az Agrobernél. 1974-től 1990-ig a Győritervnél építéstervező, illetve szakosztályvezető. Munkakörét 1982 és 1986 között algériai útjával szakítja meg, aholis a Bureau d'Etude de Blida tervező irodának építész-tervezője. 1990-től az ETÜD Kft. ügyvezetője és építész-tervezője, ahonnan 1999-ben nyugdíjba vonult. Ezt követően magánvállalkozóként folytatta tervezéseit.
2001-től 2008-ig tagja volt a Győr-Moson- Sopron Megyei Mérnöki Kamarának. Megalakulása óta tagja a Magyar Építész Kamarának.